# Макао
Вижте пояснителната страница за други значения на Макао.
Макао (на китайски: 澳門, на пинин Àomén, Аомън; на португалски: Macau) е град в южната част на Китай. От 1999 г. Макао е район с особен статут в рамките на КНР. Намира се на едноименния полуостров и два острова — Тайпа и Колоан, свързани с мостове, дълги между 2,5 и 4,5 км.
Макао е бивша португалска колония и е богат на забележителности от колониалната епоха. Основните приходи на града идват от туризма и хазарта. Често градът е наричан „Монте Карло на Изтока“. Стопански важни отрасли са производството на текстил и производството на фойерверки.
Към 2016 г. населението на Макао възлиза на 650 900 души. Преобладаващите религии са католицизмът и будизмът. Най-често употребяваните езици са китайски, португалски, английски, филипински и тай. Съществува и местен език, известен под названието „патуа“, който е креолски език и се говори от около 2% от населението.
Макао е колонизиран от португалците през 1557 г. и е първата европейска колония в Далечния изток. През 1640 г. Макао получава официален статут – Citadela do Nome De Deus De Macau, в превод „Град с божието име Макао“. При връщането на бившата португалска колония към Китай става „особен административен район“ с гарантирана икономическа свобода под лозунга „Една държава, две системи“.

## История на Макао
По време на династията Цин (221-206 г. пр.н.е.) районът е под юрисдикцията на окръг Паню, префектура Нанхай на провинция Гуандун.За първи път е известно, че районът е заселен по време на династията Хан.По време на династията Дзин (266-420 г. сл.Хр.) административно е част от префектура Дунгуан, а през следващите династии се редува под контрола на Нанхай и Дунгуан. През 1152 г., по време на династията Сун (960-1279 г.), е под юрисдикцията на новия окръг Сяншан. През 1277 г. в крайбрежния район се заселват около 50 000 бежанци, бягащи от монголското нашествие в Китай.
Макао не се развива като голямо селище до идването на португалците през XVI век. Първият европеец, достигнал Китай по море, е изследователят Жорже Алвареш, който акостира през 1513 г. Търговците за първи път установяват търговски пункт във водите на Хонконг в Тамао (днешен Туен Мун), като започват да търгуват редовно с близките селища в Южен Китай. Военни сблъсъци между флотилиите на Мин и Португалия са последвани от изгонването на търговците от Тамао през 1521 г. Въпреки забраната за търговия, португалските търговци продължават да се опитват да се заселят в други части на устието на Перлената река, като накрая се установяват в Макао. При първите си опити да си отвоюват търговски постове със сила, португалците са победени от китайците от династията Мин в битката при Тунмен в Тамао (или Туен Мун) през 1521 г., в която португалците губят два кораба; в битката при Синкуван на остров Лантау, португалците също губят два кораба; в Шуаню през 1548 г., няколко португалци са пленени; и край полуостров Дуншан през 1549 г., са пленени две португалски джонки. По време на тези сражения китайците от династията Мин пленяват оръжия от победените португалци, които след това преработват и произвеждат масово в Китай, като например мускети-аркебузи с мачле, които наричат птичи оръдия, и въртящи се оръдия с медно зареждане, които наричат оръдия Folangji (франкски), тъй като по това време португалците са известни на китайците под името франки. По-късно португалците се завръщат в Китай мирно и се представят под името португалци и подписват лузо-китайското споразумение (1554 г.) и наемат Макао като търговски пункт от Китай, като плащат годишен наем от няколкостотин сребърни таела на Мински Китай. Лузо-кантонските търговски отношения са официално възстановени през 1554 г. и скоро след това Португалия получава постоянен наем върху Макао през 1557 г., като се съгласява да плаща 500 таела сребро като годишна поземлена рента.

## Побратимени градове
- Брюксел, Белгия
- Дананг, Виетнам
- Коимбра, Португалия
- Линшьопинг, Швеция
- Лисабон, Португалия
- Луанда, Ангола
- Порто, Португалия
- Прая, Кабо Верде
- Сао Пауло, Бразилия